# Confederação Anarquista Ucraniana
A  Confederação  Anarquista Ucraniana,  mais conhecido simplesmente como Nabat  (Набат), foi um organização anarquista que ganhou destaque na Ucrânia durante os anos 1918 até 1920. A área onde teve a maior influência é muitas vezes referida como o Território Livre, onde a Nabat tinha ramificações em todas as grandes cidades do sul da Ucrânia.  "Nabat" é uma palavra russa /ucraniana (tocsin), significando tambor de alarme. O grupo publicava um jornal com o mesmo nome.

## Antecedentes
Em 1917, uma série de revoltas na Rússia chamadas de Revolução Russa levou à remoção da autoridade dominante, a autocracia czarista. A perda de um governo central e poder dominante levou à criação de um grande número de novos grupos e organizações que tentaram preencher o vácuo de poder. O colapso do governo também permitiu novas liberdades civis e entre a população do ex- Império Russo. Após o colapso do poder dominante czarista, um comitê de membros da Duma rapidamente criou um governo provisório. Este novo governo enfrentou uma série de problemas para o funcionamento de um país tão grande. O governo provisório quase que imediatamente viu-se compartilhando o poder com um grupo revolucionário, denominado Soviete de Petrogrado.
Em 16 de abril de 1917, Lenin voltou à Rússia do exílio na  Europa e acrescentou um novo elemento para a revolução. Sendo o líder dos bolcheviques, Lenin era uma pessoa de prestigio na Rússia. Os bolcheviques começaram a lutar pelo poder com outras facções, incluindo o governo provisório, liberais, monárquicos, socialistas democráticos, e mencheviques e estes entre si. Como o passar dos meses, os bolcheviques continuaram a ganhar força.
No início de novembro de 1917, os bolcheviques tomaram o controle de vários locais-chave em toda a Rússia. Embora a aquisição foi inicialmente pacífica, a luta entre os bolcheviques, mencheviques e outros partidos eclodiu. Como Lenin tentou criar um sistema de partido único dominado pelos bolcheviques, a Rússia se dissolveu em guerra civil. As recém-adquiridas liberdades civis foram perdidas e muitas organizações anarquistas recém-formadas se encontravam em território hostil.

## Formação

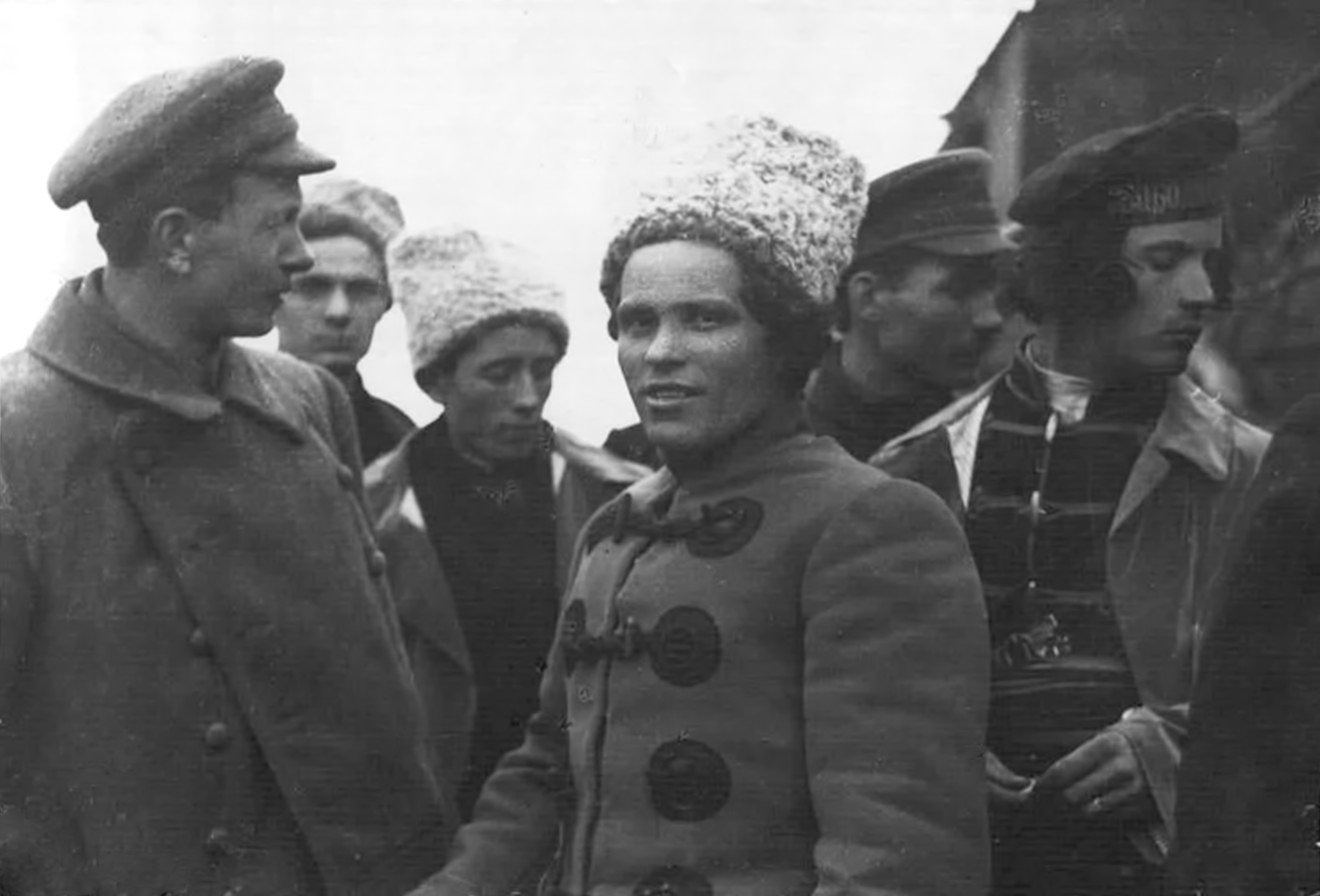
Os membros da Makhnovshina,, incluindo Nestor Makhno (centro)

Como o novo governo russo tornou-se cada vez mais hostil, muitos anarquistas decidiram deixar a Rússia. A maioria desses anarquistas se mudou para a Ucrânia, pois proporcionava um ambiente onde eles pudiam desfrutar de uma maior liberdade e colocar suas ideias em prática.
Os anarquistas de Moscou e Petrogrado, de frente  a supressão dos bolcheviques, fugiram para a Ucrânia, onde por diversos anos o seu movimento vinha sendo divulgado.  No outono de 1918, a Confederação Nabat de organizações anarquistas tinham estabelecido sua sede em Kharkov, na Ucrânia.
Os membros fundadores começaram a procurar pessoas dispostas a lutar por sua causa, alguém que compartilha-se os mesmos ideias. Na época, Nestor Makhno era o líder do Exército Insurgente da Ucrânia.  Devido ele já ter uma quantidade significativa de seguidores, a Nabat logo foi capaz de ganhar um prestigio significativo, ela utilizou a força militar de Makhno e seu exército para difundir suas ideias, utilizando folhetos, jornais e panfletos. Após um curto período de tempo, tinha estabelecido filiais em quase todas as grandes cidades do sul da Ucrânia.
Nabat teve sua primeira Assembleia Geral durante os dias 12 a 16 de novembro de 1918, o objetivo declarado da assembleia era de unir os vários grupos anarquistas na Ucrânia sob uma plataforma unificada para aproveitar as oportunidades de reforma social oferecida pelo novo curso da Guerra Civil Russa.
As decisões feitas na Assembleia eram de questões práticas, que lidavam com o envolvendo anarquistas no esforço revolucionário e afirmando a necessidade de lutar contra as forças "reacionários" que queriam impor a sua autoridade sobre a Ucrânia.
Na Assembleia,Voline foi encarregado de criar uma declaração " de princípios "que seria aceita por todas as ramificações do anarquismo.

## A experiência revolucionária

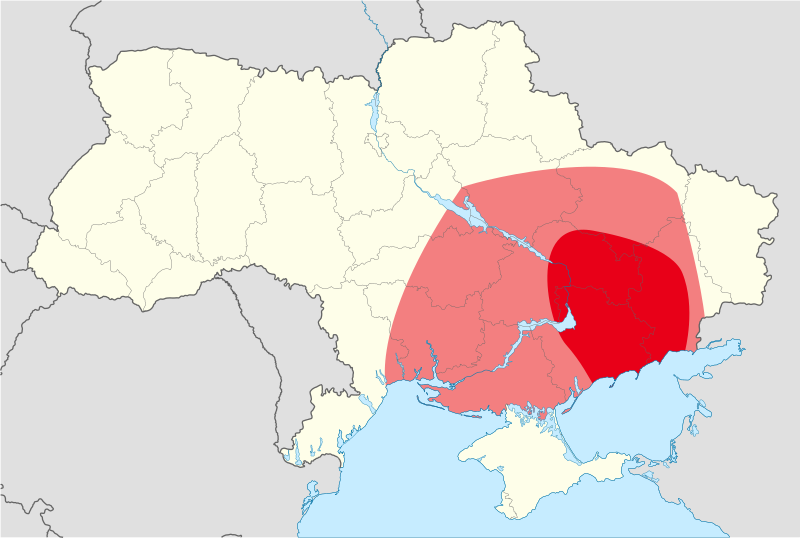
Localização aproximada do Território Livre na atual Ucrânia

Durante as ações de guerra civil, os bolcheviques acharam necessário criar uma aliança com Nabat e Makhno Nestor porque os bolcheviques não tinham uma influência significativa na Ucrânia.  Nabat foi de fato tão popular que em outubro de 1920, uma delegação do Exército Vermelho propos à Assembleia Geral Anarquista de prender Lênin e os outros líderes do Partido Bolchevique. Nabat recusou a proposta por motivos ideológicos, já que os anarquistas não desejam o poder arbitrário. Apesar de ser aliado dos soviéticos contra a contra Exército Branco, Nabat severamente denunciou o regime bolchevique como sendo autoritário.
Os bolcheviques toleraram os grupos anarquistas durante as ações da guerra civil, mas rapidamente se voltaram contra eles, assim como a ameaça do Exército Branco foi praticamente extinta e poder bolchevique consolidado. Grupos Anarquistas, especificamente o Nabat, foram caricaturados como grupos de bandoleiros.

## Organização
Nabat, apesar de ser uma organização anarquista, tinha uma estrutura organizacional rígida e disciplinada. O objectivo desta discíplina e organização era fazer a Nabat um sindicato saudável e superar as diferenças de opinião das várias escolas de pensamento do anarquismo.
Era organizada por princípios federais, com componentes regionais que eram responsáveis uns aos outros sobre as decisões tomadas nas assembléias gerais, mesmo quando tais decisões eram aprovadas por maioria simples. O Secretariado, formado de um pequeno grupo, supervisionava o funcionamento de Nabat. O Secretariado era visto como "tecnicamente executivo", mas tinha diversas obrigações, incluindo orientação ideológica da Confederação, a gestão do dinheiro de Nabat, publicando o jornal e outras atividades de propaganda, e controlando os militantes que a Confederação tinha.  A organização foi descrita por Volin como "união, em uma base do federalismo, com alguns dos elementos de uma centralização natural, livre, e técnica, o que quer dizer ... a fusão entre a livre disciplina fraterna e coletiva responsabilidade".
Nabat fez pleno uso de sua natureza federal e da experiência revolucionária em evolução, mantendo diversos congressos da Assembleia Geral, tentando organizar uma aproximadamente a cada seis meses. Seus principais objetivos foram desenvolver um coerente plataforma com a qual todos os seus membros constituintes concordassem.

## Volin
Volin foi um prolífico escritor e intelectual anarquista que desempenhou um papel importante na organização e liderança de Nabat. Ele foi um dos fundadores do Nabat além de ser um editor do jornal que era publicado pela organização. Volin foi considerado um guia espiritual de todo o movimento,ele estava perpetuamente organizando, publicando e dirigindo em nome do órgão central do Nabat em Kharkov.  Ele foi encarregado de escrever uma plataforma que deveria ser aceita por todos os principais ramos do anarquismo, o anarcossindicalismo, o anarcocomunismo e o anarco-individualismo. A plataforma uniforme para o Nabat nunca foi verdadeiramente decidida, mas Volin usou o que ele tinha escrito e a inspiração do Nabat  para criar o sua  Síntese Anarquista com a qual ele se tornou famoso entre os anarquistas. Várias vezes durante o seu trabalho de Nabat, Volin foi preso: uma vez no outono de 1919, mais uma vez, quase um ano depois, e, finalmente, em 24 de dezembro de 1920, na véspera de uma conferência pan-anarquista russa que Nabat e Volin estavam organizando.

## Declínio
Foi no final de 1920 que Nabat crolou. O governo soviético tinha estabelecido o seu controle sobre todo o país e não era mais necessária a colaboração dos anarquistas, que se tornaram inimigos a serem eliminados por não concordarem em aceitar as ideologias soviéticas. Os bolcheviques estavam preocupados com um grupo rival que possuía poder político e popularidade. O partido bolchevique enviou seus exercitos para a Ucrânia para derrotar Makhno e a Nabat. Apenas três meses antes da prisão de Volin, o exército de Makhno foi derrotado pelo Exército Vermelho, e todos os membros Nabat que estavam servindo com ele foram presos.
A queda de Makhno marcou o início do fim para o anarquismo russo. Em 24 de dezembro, muitos outros membros da Nabat foram presos pela Cheka, juntamente com Volin, incluindo a maior parte dos dirigentes do Nabat.  Foi esta opressão e derrota do Exército Negro  pelos bolcheviques, juntamente com a incapacidade de Nabat de mobilizar os camponeses da Ucrânia contra o Exército Vermelho que causou a de Nabat declinar e, em pouco tempo terminar.